# Gabrielle Robinne

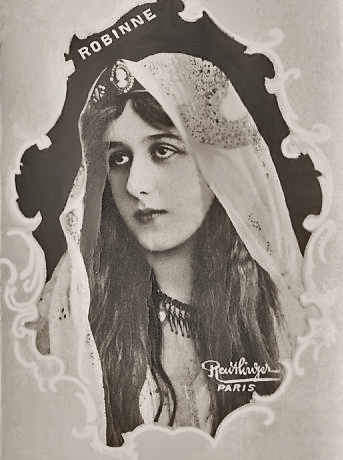
Gabrielle Robinne

Gabrielle Robinne (* 1. Juli 1886 in Montluçon; † 18. Dezember 1980 in Saint-Cloud) war eine französische Theater- und Filmschauspielerin. Sie gilt als der erste große Star des französischen Stummfilms.

## Leben
Als Mitglied der Comédie-Française drehte Gabrielle Anna Charlotte Robinne mit L'Assassinat du duc de Guise 1908 ihren ersten bedeutenden Stummfilm. Robinne wurde nicht nur durch ihre Schönheit, sondern auch durch ihr enormes schauspielerisches Potenzial zu einem der ersten Stars des französischen Kinos. Noch vor dem Ersten Weltkrieg drehte sie unter René Leprince zahlreiche Dramen, in denen sie meist als Vamp in mondänen Rollen zu bewundern war. Nach dem Film Lucile (1923) verschwand sie von der Kinoleinwand und kehrte erst 1935 in Les Deux couverts zurück. Unter Regie von Marcel L’Herbier drehte sie gegen Ende der 1930er Jahre einige publikumsträchtige Kostümdramen.
Ihren letzten Auftritt hatte sie 1973 in Le Journal d'un suicide.
In ihrer Heimatstadt Montluçon ist Gabrielle Robinne zu Ehren ein Theater benannt.

## Filmografie (Auswahl)
- 1908: L'Assassinat du duc de Guise
- 1910: Le Roman d'un jour
- 1911: Amour de Page
- 1914: La Jolie Bretonne
- 1919: Le Calvaire d'une reine
- 1939: Jeunes filles en détresse
- 1947: Hymenée

## Auszeichnungen
- Sie wurde am 14. Oktober 1931 von König Christian X. von Dänemark mit der dänischen Verdienstmedaille Ingenio et arti ausgezeichnet.[1]